# Zettle
Zettle (früher iZettle) war bis zur Übernahme durch PayPal im Jahr 2018 ein eigenständiger schwedischer Mobile-Payment-Anbieter. Im Oktober 2020 wurde die Integration von Zettle abgeschlossen, und die Dienste werden seitdem von PayPal Europe erbracht. Der Service von Zettle umfasst einen kleinen Chip-Kartenleser für Smartphones und Tablets sowie eine kostenlose App, die es jedem zu jeder Zeit und an jedem Ort ermöglicht, Kartenzahlungen anzunehmen.
Zettle wurde 2010 von Jacob de Geer und Magnus Nilsson gegründet sowie von einer Reihe von Investoren wie Index Ventures, Creandum, Greylock Partners, Northzone, Mastercard, American Express und SEB Private Equity finanziert. Das Unternehmen hat seinen Hauptsitz in Stockholm, der Service ist aber mittlerweile auch in Finnland, Dänemark, Norwegen, Großbritannien, Deutschland, Spanien, Mexiko und Brasilien verfügbar.
Die App unterstützt sowohl Chipkarten als auch Magnetstreifenkarten. Der Zettle-Kartenleser lässt sich entweder über den Audiozugang oder via Bluetooth mit dem Smartphone verbinden. Die Oberfläche der App gleicht der eines traditionellen Kassensystems mit anschaulicher Produktbibliothek.

## Zettle-Produkt
Zettle ist eine EMV-geprüfte Mobile-Payment-Lösung, mit der kleine Händler über eine App für eine Gebühr von ab 0,95 % Kartenzahlungen entgegennehmen können. Seit 2013 ist zusätzlich ein Chip-&-Pin-Gerät auf dem Markt, über das auch die PIN-Eingabe möglich ist. Akzeptiert werden die Debit- und Kreditkarten von MasterCard, Visa sowie American Express. Das deutsche girocard Verfahren (ehem. EC-Karte) wird nicht unterstützt, allerdings ist eine Girocard in der Regel ein „Cobrand“ mit Maestro oder V-Pay.
Um den Service zu nutzen, lädt der Kunde die kostenlose App und verbindet den Chip-Kartenleser über die Kopfhörerbuchse oder via Bluetooth mit dem Android- oder dem iOS-Smartphone. Über die zusätzliche Management-Software behält der Kunde den Überblick über Zahlungen mit detaillierten Informationen wie zum Beispiel dem bestverkauften Produkt oder dem durchschnittlichen Kartenumsatz.
Seit Anfang 2014 bietet Zettle zusätzlich ein Software Development Kit (SDK) für iOS an, das Entwicklern in allen neun Ländern zur freien Verfügung steht. Die Integration mit Hilfe der Zettle-SDK-Schnittstelle macht es möglich, andere Business-Apps mit der Zettle-App und dem Chip-Kartenleser zu verbinden.
Die Lösung von Zettle wurde im Februar 2013 mit dem Mastercard-Best-Practice-Preis ausgezeichnet.

## Geschichte

### Entwicklung
Jacob de Geer und Magnus Nilsson haben Zettle im April 2010 gegründet und die erste Version der App und den ersten Chip-Kartenleser 2011 auf den Markt gebracht. Der Name Zettle stammt von dem englischen Ausdruck „settling a debt“. Die Gründer wollten, dass man an dem Firmennamen einfach ableiten kann, was das Unternehmen macht. Daher entschieden sie sich für eine Kombination der Worte „I“ und „Settle“.
Zettle ist Jacob de Geers viertes Start-up. Er war unter anderem 1999 der erste Mitarbeiter von TradeDoubler, danach bei Ameibo und ab 2007 bei Tre Kronor Media.

### Wachstum
Zettle brachte den Dongle-Kartenleser und die App für iOS in Schweden im August 2011 auf den Markt, um den lokalen Anforderungen nach einfacher Kartenzahlung gerecht zu werden. Die App arbeitete zunächst mit einem Chip-&-Unterschrift-Kartenleser. Kurz nach dem Start in Schweden wurde Zettle als eine der vielversprechendsten Gründungen in Stockholm gehandelt.
Seit August 2012 ist Zettle auch für Android-Geräte verfügbar. Durch einen neuen Service kann man über Zettle seit November 2012 auch Visa-Kartenzahlungen abwickeln. Anstatt des Chip-Kartenlesers müssen hierfür die Karteninformationen manuell eingegeben werden und über das Handy des Käufers bestätigt werden. Diese Umgehung des eigentlichen Prozesses wurde allerdings bereits im Februar 2013 durch das neue Chip-&-PIN-Gerät ersetzt, über das auch Visa-Zahlungen standardmäßig abgewickelt werden können.
Im Februar 2013 gab Zettle eine „strategische Partnerschaft“ mit Banco Santander bekannt. Die, gemessen am Börsenwert, größte Bank der Eurozone hat sich mit über fünf Millionen Euro am Mobile-Payment-Anbieter Zettle beteiligt. Darüber hinaus erhält Zettle durch die Partnerschaft Zugriff auf Santander-Kunden in Großbritannien, Spanien, Mexiko und Brasilien. Im Juni 2013 nahm Visa Zettle in das Visa-Ready-Programm auf, wodurch das Start-Up-Zugriff auf eine Reihe von Tools bekommt, die für die weitere Entwicklung des Systems relevant sind.
Im Sommer 2017 startete die Church of England eine Partnerschaft mit Zettle und SumUp, um bargeldlosen Zahlungsverkehr in 16.000 Kirchen anzubieten. Im Frühjahr 2018 startete Zettle ein Pilotprojekt mit Straßenmusikern in London für kontaktlose Zahlungen.
Im Mai 2018 gab Zettle die Übernahme durch PayPal bekannt. Der Kaufpreis betrug 2,2 Milliarden US-Dollar, die Bewertung entsprach dem 13-fachen Jahresumsatz von Zettle. Im Dezember 2018 kündigte die britische Regulierungsbehörde Competition and Markets Authority eine Untersuchung der Transaktion an. Im April 2019 erteilte die britische Regulierungsbehörde eine vorläufige Genehmigung für die Übernahme.

### Finanzen
iZettle erhielt in der Serie-A-Finanzierungsrunde im Oktober 2011 11,2 $ Millionen von Index Ventures und Creandum. Im Mai 2012 überarbeitete das Unternehmen sein Kostenmodell und ersetzte die bis dahin fixen Kosten von 0,15 € durch ein flexibles Modell von 2,75 % pro Transaktion für alle Kreditkarten inklusive American-Express-Kreditkarten. 2012 erhielt Zettle 31 Millionen Dollar in der Serie-B-Finanzierungsrunde von einer Reihe von Investoren wie Mastercard, SEB Private Equity, American Express, Northzone, und den Serie-A-Investoren Index Ventures und Creandum. Durch diese Investitionen sollte der Weg bereitet werden, um Zettle in weiteren europäischen und internationalen Märkten an den Start zu bringen. Im Mai 2014 hat Europas Mobile-Payment-Marktführer Zettle eine Serie-C-Finanzierungsrunde über 40 Millionen Euro erfolgreich abgeschlossen. Der Lead-Investor in dieser Finanzierungsrunde ist der in London ansässige Growth-Investor Zouk Capital. Die Mitinvestoren sind Dawn Capital und Intel Capital sowie die Investoren der Serien A und B Creandum, Greylock Partners, Index Ventures, Northzone und SEB Private Equity.

## Gebiete
Zettle bietet seinen Service in acht Ländern an; darunter Skandinavien, Zentraleuropa, Großbritannien, Mexiko und Brasilien.
2012 expandierte das Unternehmen nach Großbritannien, Deutschland und Spanien. Damit einher ging die Einführung eines modifizierten Chip-&-Unterschrift-Kartenlesers und eine Partnerschaft mit MasterCard, American Express und Diners Club. Zu Beginn der Expansion startete man mit einem Pilotprogramm. Es wurden 3.000 Chip-Kartenleser an interessierte Händler in Großbritannien verschenkt.
2013 expandierte das Unternehmen erstmals außerhalb Europas nach Lateinamerika. Der Service ging zuerst im Juni 2013 in Mexiko an den Start und im Anschluss im August in Brasilien. In Deutschland startete Zettle im Oktober 2012 mit den Volksbanken und Raiffeisenbanken sowie der Deutschen Telekom als strategische Partner.

## Technologie
Ein Chip-&-Unterschrift-Kartenleser beziehungsweise ein Chip-&-Pin-Gerät wird mit einem Smartphone oder Tablet verbunden. Auf dem mobilen Endgerät werden dabei keinerlei Daten gespeichert, sondern verschlüsselt direkt weitergeleitet und verarbeitet. Das Smartphone fungiert lediglich als sicheres Modem. Nach jeder Transaktion kann der Käufer entscheiden, ob er eine Quittung per E-Mail erhalten möchte. Der Service von Zettle unterliegt den Regulationen der schwedischen FSA-Aufsicht.